# Cocky
Albums de Kid Rock
The History of Rock
(2000) Kid Rock
(2003)
Singles
1. Forever
Sortie : Novembre 2001
2. Lonely Road of Faith
Sortie : Février 2002
3. You Never Met a Motherfucker Quite Like Me
Sortie : Mars 2002
4. Picture
Sortie : Novembre 2002

Cocky est le cinquième album de Kid Rock sorti sur le label Lava Records le 20 novembre 2001 et produit par Kid rock lui-même. Il succède à la compilation The History Of Rock (2000) et précède l'album Kid Rock (2003).

## Historique
L'album a été enregistré pendant l'année 2001 dans les studios personnels de Kid Rock à Clarkston près de Détroit dans le Michigan.
Cet album mélange plusieurs styles de musique tel que le hard rock, le hip hop, le heavy metal et le rock sudiste. Sheryl Crow, Uncle Kracker et Snoop Dog font partie des invités sur cet album.
Atteignant la 3e place du Billboard 200, cet album s'est vendu  à plus de 5 millions d'exemplaires aux États-Unis (5 344 000 ex au 11 décembre 2011).
L'album sera dédicacé à Joe C. décédé en novembre 2000.

## Liste des titres
| No  | Titre                                      | Auteur | Durée |
| --- | ------------------------------------------ | --- | ----- |
| 1.  | Trucker Anthem                             | R.J.Ritchie, Darryl McDaniels, David Reeves, Joseph Simmons, Russell Simmons, Matt O'Brien, Herbert Stothart | 4:39  |
| 2.  | Forever                                    | Richie, Freddie Beauregard, Matthew Shafer                                                                   | 3:46  |
| 3.  | Lay It On Me                               | Richie, Shafer                                                                                               | 4:56  |
| 4.  | Cocky                                      | Richie, Beauregard, Shafer                                                                                   | 3:57  |
| 5.  | What I Learned Out On The Road             | Ritchie Shafer                                                                                               | 4:58  |
| 6.  | I'm Wrong, But You Ain't Right             | Ritchie | 4:56  |
| 7.  | Lonely Road Of Faith                       | Ritchie | 5:28  |
| 8.  | You Never Met A Motherfucker Quite Like Me | Ritchie, Ronnie Van Zant, Allen Collins                                                                      | 4:53  |
| 9.  | Picture (featuring Sheryl Crow)            | Ritchie, Sheryl Crow                                                                                         | 4:58  |
| 10. | I'm A Dog                                  | Ritchie, Kenny Olson                                                                                         | 3:36  |
| 11. | Midnight Train To Memphis                  | Ritchie, Shafer                                                                                              | 4:44  |
| 12. | Baby Come Home                             | Ritchie | 3:08  |
| 13. | Drunk In The Morning                       | Ritchie | 5:31  |
| 14. | WCSR (Bonus Track, featuring Snoop Dogg)   | Ritchie, Calvin Broadus                                                                                      | 4:44  |

## Musiciens
- Kid Rock: chant, guitares, basse, Banjo, dobro, steel guitar, orgue, claviers, platines, synthétiseurs
- Sheryl Crow: chant, basse, guitare 12 cordes sur "Pictures"
- Snoop Dogg: chant sur "WCSR"
- Kenny Olson: guitares, basse
- Stefanie Eulinberg: batterie, percussions, chœurs
- Jimmy Bones: claviers, harmonica, chœurs
- Jason Krause: guitares
- Matt O' Brien: basse sur "Trucker Anthem"
- Uncle Kracker: chant (rap), chœurs
- Freddie Beauregard (Paradime): rap, chœurs
- Shirley Hayden, Misty Love: chœurs

## Charts & certifications
| Pays             | Durée du classement | Meilleur classement |
| ---------------- | ------------------- | ------------------- |
| Allemagne        | 10 semaines         | 15e                 |
| Autriche         | 10 semaines         | 10e                 |
| Australie        | 4 semaines          | 21e                 |
| États-Unis       | 134 semaines        | 3e                  |
| Nouvelle-Zélande | 4 semaines          | 7e                  |
| Suisse           | 11 semaines         | 30e                 |

| Pays       | Certification | Ventes      | Date       |
| ---------- | ------------- | ----------- | ---------- |
| Canada     | 2 x Platine   | 200 000+    | 15/07/2003 |
| États-Unis | 5 x Platine   | 5 000 000 + | 26/08/2008 |

### Charts & certification singles
| Date | Single                                     | Chart                  | durée du classement | Position |
| ---- | ------------------------------------------ | ---------------------- | ------------------- | -------- |
| 2001 | Forever                                    | Mainstream Rock Tracks | 13 semaines         | 18e      |
| 2002 | Forever                                    | Single Top 100         | 9 semaines          | 52e      |
| 2002 | Forever                                    | ARIA Charts            | 7 semaines          | 27e      |
| 2002 | Forever                                    | Schweizer Hitparade    | 3 semaines          | 75e      |
| 2002 | Lonely Road of Faith                       | Mainstream Rock Tracks | 12 semaines         | 15e      |
| 2002 | You Never Met a Motherfucker Quite Like Me | Mainstream Rock Tracks | 7 semaines          | 32e      |
| 2003 | ’’Pictures’’ (with Shery Crow)             | Hot 100                | 34 semaines         | 4e       |
| 2003 | ’’Pictures’’ (with Shery Crow)             | Adult Contemporary     | 26 semaines         | 17e      |
| 2003 | ’’Pictures’’ (with Shery Crow)             | Adult Top 40           | 31 semaines         | 2e       |
| 2003 | ’’Pictures’’ (with Shery Crow)             | Top 40 Mainstream      | 16 semaines         | 2e       |
| 2003 | ’’Pictures’’ (with Shery Crow)             | Hot Country Songs      | 33 semaines         | 21e      |

Certification single
| Pays       | Single  | Certification | Ventes    | Date       |
| ---------- | ------- | ------------- | --------- | ---------- |
| États-Unis | Picture | Or            | 500 000 + | 15/05/2003 |

- Sur le site de la RIAA, ce single est noté sous la forme "Kid Rock Feat. Allison Moorer".